# Tegrolcinia mirotibialis
Tegrolcinia mirotibialis is een rechtvleugelig insect uit de familie sabelsprinkhanen (Tettigoniidae). De wetenschappelijke naam van deze soort is voor het eerst geldig gepubliceerd in 1991 door Xia & Liu.